# ناو کلن (۱۹۲۸)
ناو کلن (به انگلیسی: German cruiser Köln) یک کشتی بود که طول آن ۱۷۴ متر (۵۷۱ فوت) بود. این کشتی در سال ۱۹۲۸ ساخته شد.